# Bruninho (cầu thủ bóng đá, sinh 1986)
Bruno Filipe Raposo Fernandes (sinh 11 tháng 1 năm 1986 ở Mira de Aire, Leiria District), hay còn gọi Bruninho, là một cầu thủ bóng đá Bồ Đào Nha thi đấu cho câu lạc bộ Andorra FC Lusitanos ở vị trí tiền vệ.